# Dejan Govedarica
Dejan Govedarica (n. Zrenjanin. República Federativa Socialista de Yugoslavia, 2 de octubre de 1969) es un exfutbolista serbio, que jugaba de mediocampista y militó en diversos clubes de Serbia, Holanda e Italia.

## Selección nacional
Con la selección de la RF de Yugoslavia, disputó 29 partidos internacionales y anotó solo 2 goles. Incluso participó con la selección federativa yugoslava, en una sola edición de la Copa Mundial. La única participación de Govedarica en un mundial, fue en la edición de Francia 1998. donde su selección quedó eliminada en la octavos de final de la cita de Francia.

### Participaciones en Copas del Mundo
| Mundial                        | Sede    | Resultado        |
| ------------------------------ | ------- | ---------------- |
| Copa Mundial de Fútbol de 1998 | Francia | Octavos de final |

## Clubes
| Club               | País         | Año         |
| ------------------ | ------------ | ----------- |
| Radnički Sutjeska  | Serbia       | 1987 - 1989 |
| Proleter Zrenjanin | Serbia       | 1989 - 1992 |
| FK Vojvodina       | Serbia       | 1992 - 1995 |
| FC Volendam        | Países Bajos | 1995 - 1997 |
| Lecce              | Italia       | 1997 - 1998 |
| RKC Waalwijk       | Países Bajos | 1998 - 2002 |
| NEC Nijmegen       | Países Bajos | 2002 - 2004 |
| FK Vojvodina       | Serbia       | 2004 - 2005 |